# Anders Zederman
Carl Anders Zederman, född 8 april 1929 i Stockholm, död 9 september 2006 i Farsta, var en svensk redaktör och tecknare.
Han var son till ingenjören och konstnären Carl Justus Zederman och Kerstin Dagmar Öhlin och gift med Monika Källryd samt bror till Lars Zederman. Han var huvudsakligen verksam som annonslayoutskapare och var under många år anställd vid Dagens Nyheter i Stockholm. Som konstnär var han autodidakt och medverkade i olika samlingsutställningar i Stockholm bland annat i Nationalmuseums Unga tecknare. Zederman är gravsatt i minneslunden på Skogskyrkogården i Stockholm.  